# Sentinel Prime
La primera mención de Sentinel Prime fue en el número 65 de la serie Marvel Comics Transformers de los EE. UU., donde se lo mencionó como titular del liderazgo autobot antes que Optimus Prime.
Sentinel Prime es uno de los miembros de la Dinastía de los Prime y señalado como líder de los Autobots, desde entonces ha aparecido en una variedad de formas como mentor o amigo de Optimus Prime. Fun Publications también ha tenido un personaje en su cómic llamado Sentinel Major, que se basa en Transformers Animated, la versión de Sentinel Prime. También es el principal antagonista en la película Transformers: el lado oscuro de la luna, donde traiciona a los Autobots y luego a Megatron por sus intereses personales. Su encarnación original de la Generación 1 fue luego reimaginada por IDW Publishing como una figura caída similar, tal vez en lugar de su homólogo de la película.

## Transformers: Generación 1
Sentinel Prime era un joven Autobot y noble guerrero que tuvo el privilegio de gozar la vida en Cybertron durante la primera era dorada, sin embargo al igual que muchos Autobots de esta era fueron sorprendidos por un ataque a traición a manos de The Fallen quien era un Prime (personaje de Transformers) y se corrompió por la ansiedad del poder, por parte de la facción militar, Se asoció con Unicron para destruir a todos los Primes y utilizando un grupo de cybertronianos rebeldes que organizaban un ataque a Cybertron y así fue como The Fallen creó y fundó a los Decepticons, The Fallen en ese momento, inició su lucha de conquista en plenas ciudades Autobots; éstos, sorprendidos, hacen lo posible para defenderse pero desafortunadamente para los Autobots su esfuerzo fue en vano, la potencia de poder de The Fallen y sus soldados Decepticons era demasiada y sus ataques imparables. Nova Prime el Líder Autobot portador de La Matriz de Liderazgo Autobot fue asesinado en un masivo ataque Decepticon, Sentinel, que estaba cerca de los hechos, rápidamente se acerca a su agonizante líder quien le entrega la Matriz de Liderazgo Autobot, convirtiéndose así en Sentinel Prime.
En ese entonces Sentinel Prime es el encargado en organizar una lucha militar en contra de Los Decepticons creando una nueva tecnología que hace que ellos mismos puedan desarrollar la capacidad de transformarse u obtener un modo alterno, como una estrategia de camuflaje para engañar a los Decepticons. Con esta nueva tecnología en su control Sentinel Prime y los Autobots logran ganarle la batalla a Los Decepticons. Sin embargo The Fallen con la ayuda de los Constructicons (erróneamente no se sabe porque estuvieron ahí si presuntamente eran pacíficos) crean a un poderoso guerrero y lo convierte en uno de sus discípulos más destacados de todos y le otorga el liderazgo secundario su nombre es Megatron.
Megatron por su lado también toman ventaja de esa misma tecnología y logran desarrollarla debido a su potente armamento en Artillerías. Los Decepticons deciden mejorar las transformaciones brindándoles la capacidad de volar dando de conocer el ejército de Jets Seekers como Starscream, Thundercracker, Sunstorm, Ramjet, etc. Sin Embargo The Fallen crea al Robot-Smasher un robot que podía convertir a cualquier Autobot o civil en un sumiso Decepticon (Más adelante ese mismo robot hizo a los Constructicons sumisos ante estos líderes Decepticons y The Fallen los modifica a los Constructicons el modo Gestalt de Devastator, quien luego querían que este mismo robot convirtiera a Omega Supreme en otro sumiso Decepticon pero este no se dejó y eliminó al Robot-Smasher (instantáneamente).
Megatron y The Fallen se vuelven más poderosos y se enfrentan a Sentinel Prime y sus Autobots, Sentinel Prime arremete contra Megatron y queda gravemente herido, Alpha Trion un exlíder Autobot que estaba en las cercanías intenta ayudar a Sentinel Prime, pero este mismo sabe que su fin está próximo, así que se levanta un poco e inmediatamente le entrega a Alpha Trion la matriz de liderazgo con la que logra detener a The Fallen y otros Decepticons, usando el poder de la misma y su iluminación, logra hacer que The Fallen fuese exiliado a un rumbo o dimensión desconocida, sin saber nada de su paradero, mientras tanto, Sentinel Prime que agonizaba, le encarga a Alpha Trion que proteja la matriz de liderazgo Autobot, Sentinel Prime muere y la matriz debe entregarse a su sucesor, al próximo Prime, Alpha Trion lo entiende y la esconde para evitar que caiga en manos de los Decepticons.
No se supo nada del paradero de The Fallen "(Véase Dreamwave Generation One comics)", después de haber sido exiliado a un abismo profundo del espacio exterior, Megatron pasaría a ser el líder principal de los Decepticons.
Se desconoce por cuanto tiempo Alpha Trion tuvo La Matriz de Liderazgo Autobot en su poder, finalmente después de esperar pacientemente al Autobot indicado para convertirse en el líder Autobot, se la entrega a un nuevo elegido alguien con la chispa y fuerza necesaria para enfrentarse a Megatron su nombre es Optimus Prime quien antes era Orion Pax y a la vez discípulo de Sentinel Prime antes de la guerra este le encargo a Alpha Trion que si algo le pasaba a Orion Pax que lo transformara en Optimus Prime y que lidere la lucha contra los Decepticons en Cybertron.

## Transformers: Animated
Él antes era amigo de Optimus Prime cuando este era miembro de la Guardia de Elite. Cuando hicieron una exploración por buscar más energon se fueron a un planeta orgánico lleno de arañas, junto con Elita-1 . Ella aparentemente muere en este planeta, pero nadie se imaginó que estaba viva y convirtiéndose en una Decepticon llamada Blackarachnia.
Sentinel Prime es comandante supremo y miembro del escuadrón de la Guardia de Elite de los Autobots. Sentinel Prime siempre ha sido un patán, déspota, convenido, soberbio y tramposo, detesta a Optimus Prime, su razón es por el incidente de Elita-1, ya que siempre estaban juntos. Sentinel Prime culpó injustamente a Optimus Prime, siendo esa la razón por la que lo aborrece y a todos los seres orgánicos por igual.
Curiosamente Sentinel Prime en esta serie fue inspirado en The Tick (La Garrapata) incluso el diseño, color e incluso la voz (Townsend Coleman) quien le da al personaje.

## Películas

### Acción en vivo

#### Transformers: la venganza de los caídos(2009)
En esta película, Sam Witwicky menciona su nombre cuando tiene un colapso nervioso en una clase de Astronomía, esto es debido a su exposición a una astilla de la chispa suprema.

#### Transformers: el lado oscuro de la luna(2011)
En la tercera película de la saga Transformers: el lado oscuro de la luna, Sentinel Prime es el antagonista principal. Es muy diferente a las versiones anteriores, ya que a diferencia de los cómics, mangas y series de TV donde ha aparecido, Sentinel Prime siempre se le consideró como el verdadero padre de Optimus Prime; aunque, en otras ocasiones era un viejo rival de Optimus Prime (como en la serie de Transformers: Animated). Su modo alterno es un camión de bomberos Rosenbauer Panther rojo y negro, su rostro (inspirado en Sean Connery) es similar al de un bárbaro y posee un escudo con el símbolo de los Primes. El actor estadounidense de culto, Leonard Nimoy, le prestó su voz al personaje. Curiosamente, también fue él quien en el pasado le dio la voz a Galvatron en Transformers: The Movie (1986).
Durante la película, los Autobots descubren una pieza del Arca (la nave de los Autobots) en Ucrania la cual la tenía Shockwave con la ayuda de su "mascota" Driller ambos intencionadamente les dan a conocer el paradero del Arca, sin embargo Optimus Prime le pide a los líderes terrestres una explicación del porqué no le habían dicho que ya conocían de la existencia del Arca y su ubicación; un astronauta que pisó la luna en el año 1969 (Buzz Aldrin) le comenta que el Arca (en la cual estaba Sentinel Prime) estaba situada en el lado oscuro de la luna. Optimus Prime y Ratchet van en búsqueda del Arca en el momento que encontraron su Transbordador encontraron también a su antecesor líder, Sentinel Prime, Optimus decide llevarlo a la Tierra para ser revivido.
Cuando Sentinel Prime es resucitado por la Matrix de Optimus Prime, le habla a NEST sobre unos pilares de teletransportación que él mismo construyó y que tenía una gran habilidad en la ciencia. Este empieza a conocer el planeta Tierra junto con su discípulo Optimus Prime, Sentinel Prime se queda admirado por la belleza del planeta Tierra mientras que Optimus Prime le ofrece la Matrix para que vuelva a ser el líder Autobot, pero este lo rechaza. Poco después, Sam Witwicky y Simmons descubren que los Decepticons querían a Sentinel Prime, ya que este era la clave importante. Ambos deciden ir con Bumblebee, Sideswipe, y Dino/Mirage ya que estos Autobots estaban escoltándolos momento en el que deciden ir a la base de NEST para advertirles que los Decepticons buscan a Sentinel Prime. Se cruzan con 3 Decepticons llamados Dreads (Crowbar, Hatchet y Crankcase). 
Lennox le encarga a Ironhide que escolte a Sentinel Prime mientras que Sam Witwicky dijo que Sentinel Prime era la clave, pero este mismo decide revelar su plan que era aliarse con Megatron, ya que hizo un pacto con el líder de los Decepticons con la finalidad de esclavizar a la raza humana para salvar el planeta Cybertron y usar los pilares para teletransportar Cybertron ahí. Durante su revelación, asesina de manera cobarde a Ironhide, después de este suceso Sentinel Prime decide destruir la base de NEST, ataca a sus compañeros Autobots junto con los soldados y huye con los pilares de teletransportación. Al abrir un puente espacial al costado del Monumento a Lincoln hasta la Luna, atrae a los Decepticons hacia Washington D. C. Sentinel Prime procedió a engañar a las Naciones Unidas, alegando que él y los Decepticons tomarían inofensivamente los recursos que necesitaban de la Tierra y partirían sin más derramamiento de sangre si Optimus Prime y sus "rebeldes Autobots" fueran exiliados del planeta. Los humanos no perdieron tiempo en llegar a un acuerdo, y el Xantium fue lanzado con los nueve Autobots restantes de la Tierra dentro, con lo que Starscream hizo volar la nave en pedazos. Con sus principales opositores ahora "muertos", los Decepticons se dispusieron a conquistar y sitiar la ciudad de Chicago y posicionar pilares en lugares estratégicos de todo el mundo. Megatron se regodeó con el éxito de su asociación.
Con los pilares en su lugar, Sentinel Prime activó el puente espacial, abriendo un enorme portal sobre la Tierra a través del cual, Cybertron comenzó a materializarse. La Tierra parecía indefensa; sin embargo, Optimus Prime y los Autobots habían organizado un plan de emergencia secretamente, ya que estos habían sido eyectados de la nave principal en uno de los propulsores antes del ataque de Starscream y habían aterrizado en el océano como planearon y terminaron llegando a Chicago para detener el malévolo plan de Sentinel Prime. Por otro lado, Optimus Prime le dispara al pilar de control con el cañón de Shockwave, desactivando el puente, llevando a un furioso Sentinel Prime a encararlo en una feroz batalla una vez más. A diferencia de su última pelea, Optimus Prime se mantuvo firme, llevando a Sentinel Prime a llamar a las naves de combate Decepticon para disparar a su ex-aprendiz, mientras él se interrumpía para pelear a través de los otros Autobots en un intento por escapar de la escena, antes de que el humano Dylan Gould, aliado con los Decepticons, reactivará el pilar de control. Los soldados de NEST destruyeron las naves, lo que permitió a Optimus Prime perseguir a Sentinel Prime y volver a enfrentarlo, pero esta vez Sentinel Prime tomó la delantera cuando corta el brazo derecho de Optimus Prime con su espada  de doble hoja.
Justo antes de que Sentinel Prime pudiera darle el golpe mortal, súbitamente es atacado a traición y por la espalda por un furioso Megatron, quien gracias a las palabras de la novia de Sam, Carly Spencer, se había dado cuenta de la amenaza que Sentinel Prime representaba a su liderazgo y había decidido tomar de nuevo el lugar que le correspondía, la cúpide de la cadena de comando, y deja malherido y moribundo a Sentinel Prime. Cuando Dylan muere a manos de Sam, Bumblebee junto a Ratchet destruyen el pilar de control, al destruir Cybertron y las tropas de Decepticons. Después de que Cybertron fue aparentemente destruido, poco después la situación es aprovechada por Optimus Prime quien sin perder un segundo encara a Megatron en un duelo decisivo y consigue decapitar brutalmente al líder de los Descepticons con una de sus hachas, para posteriormente encarar a un moribundo Sentinel, el cual le suplica misericordia a Optimus y que comprenda por qué tuvo que traicionarlo, ya que lo único que quería era que su planeta natal Cybertron sobreviviera, sin embargo un indignado Optimus toma la escopeta de Megatron y le responde a Sentinel diciendo: "No me traicionaste, te traicionaste a ti mismo" y finalmente dispara en el pecho y posteriormente en la cabeza a Sentinel, matándolo en el acto por su violación al Código Autobot.

#### Transformers: la era de la extinción(2014)
En la cuarta película, Transformers: la era de la extinción, a pesar de ser asesinado, fue culpable por la destrucción de Chicago y KSI usa sus restos para construir Transformers hechos por el hombre. Una escena de la película muestra los restos de su cabeza que se utilizan junto con la cabeza de Megatron y otros Transformers restantes (incluidos Ratchet, Leadfoot y posiblemente de Sideswipe). Además, aparece una foto de Sentinel Prime con una X roja que indica su muerte en la película anterior.

### Animación

#### Transformers One(2024)
En la película animada de 2024, Transformers One, Sentinel Prime tiene la voz de Jon Hamm, donde una vez más es el principal antagonista de la película. Es el jefe de Cybertron y líder de Lacon, para luchar contra los Quintessons y buscar la Matriz de Liderazgo, pero fue en vano. La verdad fue descubierta por Orion Pax, D-16, Elita-1 y B-127, cuando Alpha Trion revela que Sentinel era solo el asistente, traicionó y mató a los Primes para robarles la Matrix, que fracasó cuando lo rechazó y desapareció. El se alió con los Quintessons por poder a cambio de Energon y eliminó en secreto los engranajes de transformación de los mineros para mantenerlos sin poder. Sin embargo, Sentinel y sus soldados llegan, por lo que Trion los detiene para permitir que los demás escapen, lo que resulta en que sea capturado y ejecutado por Sentinel. En Lacon, Sentinel tortura a D-16, quién se entera de que tomó el engranaje de su ídolo, Megatronus Prime, antes de ser marcado con su símbolo. En la batalla, Sentinel es visto en video por el tratado con los Quintessons y el asesinato de los Primes, lo que hace que todos los ciudadanos se vuelvan contra él. Finalmente, Sentinel es asesinado por un enojado D-16 y toma el engranaje de Megatronus dentro de él, renombrándose a sí mismo como "Megatron".